# Dama com Arminho
Dama com Arminho é uma pintura feita no ano de 1489-1490 pelo artista Leonardo da Vinci. A obra, feita em óleo sobre madeira, é um retrato de Cecília Gallerani, encomendado pelo amante dela, Ludovico Sforza.
Cecília fez parte de uma família abastada de Siena, admirada pelos dotes artísticos dos quais dispunha: falava latim, escrevia poemas e cantava. Na pintura, o que predomina é, no entanto, o estilo de Da Vinci, comum aos demais pintores renascentistas. As feições da retratada não permitem definir o sexo da personagem, sobretudo pela simbologia das mãos. Os dedos alongados não possuem características que podem ser atribuídas à feminilidade.
A técnica de pintura utilizada pelo artista tinha como objetivo sustentar o belo por meio do esfumado, ou, sfumato renascentista - como era conhecido. Por esse motivo, é possível compreender o retrato de Gallerani como uma eufemização do eu interior da jovem, que seria apresentado de forma agressiva caso a técnica prezasse pelo alto contraste entre as cores utilizadas.
As feições faciais da moça, diferentemente de outras obras de arte, não traz maçãs do rosto bem destacadas, lábios carnudos e avermelhados ou qualquer traço de maquiagem. A suavidade do rosto da jovem, que parece estar reduzido aos traços mais simples de um rosto, distanciam a figura feminina do olhar do observador. A técnica do sfumato também pode ser percebida no arminho, que é o animal que ela segura. Ele está encaixado no colo dela como se também posasse para o retrato, embora, no momento da confecção deste, o animal não estivesse presente. 
A linguagem iconográfica presente nessa pintura, recorda-nos um pouco da anterior Ginevra de' Benci. O Arminho representa o sobrenome da jovem em grego galée, mas também é o símbolo do amante Ludovico Sforza. Cecília abraça carinhosamente o seu amor junto ao colo. Após a conclusão desta surpreendente obra de arte, Ludovico termina o romance com a jovem e casa-se com Beatriz d'Este. No mesmo ano, toma como amante a modelo da obra intitulada erroneamente como La Belle Ferronière, também encomendada por ele.

## Localização
Está no Museu Nacional de Cracóvia.
É um dos tesouros de uma coleção fundada há dois séculos por uma família da nobreza polonesa e "tem uma história atribulada", como sublinha Pytlarz. No filme Os Caçadores de Tesouros, com George Clooney, o quadro é uma das grandes obras roubadas pelos nazistas.

## História
Foi comprado em 1798 pelo príncipe Adam Jerzi Czartoryski, durante uma viagem a Itália. Serviu de oferta à mãe, Izabela, que na sua propriedade em Pulawi, a sudeste de Varsóvia, se preparava para abrir o primeiro museu público na Polónia.
Com as atribulações políticas na Polónia, o quadro foi transferido para uma mansão dos Czartoryski em Paris. Depois, com a agitação na França, regressou à Polónia, sendo exposto em Cracóvia a partir de 1876. Quando se iniciou a Primeira Guerra Mundial, e com Cracóvia parte do Império Austro-Húngaro, o quadro foi transferido para longe da linha da frente, para Dresden. Voltaria a Cracóvia, agora cidade de uma Polónia renascida das cinzas e novamente independente a partir de 1918. Cobiçada por Hitler para o museu que pretendia construir na sua Linz natal. Depois de decorar os aposentos do governador nazi de Cracóvia, acabou na Alemanha, com a Polónia a conseguir recuperá-lo em 1945. A propriedade pelos Czartoryski só seria reconhecida em 1991, já depois do fim do regime comunista.

## Ver tambèm
- Teatro municipal Cecília Gallerani